# Алмазна стежка
«Алмазна стежка» (рос. Алмазная тропа) — радянський художній фільм 1978 року.

## Синопсис
Експедиційна група під керівництвом професора Шестакова прибуває в один з районів Сибіру на пошуки алмазів. Вишукування починаються з драматичної події: раптово помирає керівник експедиції. Однак геологи вирішують продовжити важкий, повний небезпек, похід по тайговій «алмазній стежці».

## У ролях
- Наталія Величко — Надія Цвєткова
- Паул Буткевич — Дмитро Боровський
- Сергій Полежаєв — Павло Іларіонович Шестаков, професор
- Ніна Ільїна — Віра
- Пауль Дальке — Отто фон Гейден, професор
- Стасіс Петронайтіс — Федір
- Хорст Янсон — Герд Ремех, асистент професора фон Гейдена
- Сергій Іванов — Льонька
- Буда Вампілов — Микола, провідник
- Максим Мунзук — Келтегей
- Гульсім Жумагулова — Майя
- Камбар Валієв — Кеша
- Борис Драженко — Боря, син Надії Цвєткової
- Олексій Кожевников — вчений
- Ернст Романов — вчений

## Знімальна група
- Режисер — Володимир Хмельницький
- Сценарист — Олексій Леонтьєв
- Оператори — Юрій Гармаш, Лев Штіфанов
- Композитор — Олександр Градський
- Художник — Кирило Бобровников